# Parque Nacional de Ilha Grande
O Parque Nacional de Ilha Grande é uma unidade de conservação brasileira de proteção integral à natureza. Seu território abrange as Ilhas Grande, Peruzzi, do Pavão e Bandeirantes, no rio Paraná, dividindo-se pelos municípios de Alto Paraíso, Altônia, Guaíra, Icaraíma e São Jorge do Patrocínio, no Paraná, e de Eldorado, Itaquiraí, Mundo Novo e Naviraí, em Mato Grosso do Sul.

## Histórico
O Parque Nacional de Ilha Grande foi criado através do decreto sem número emitido pela Presidência da República em 30 de setembro de 1997. Atualmente a administração do parque cabe ao Instituto Chico Mendes de Conservação da Biodiversidade (ICMBio).

## Caracterizacão da área

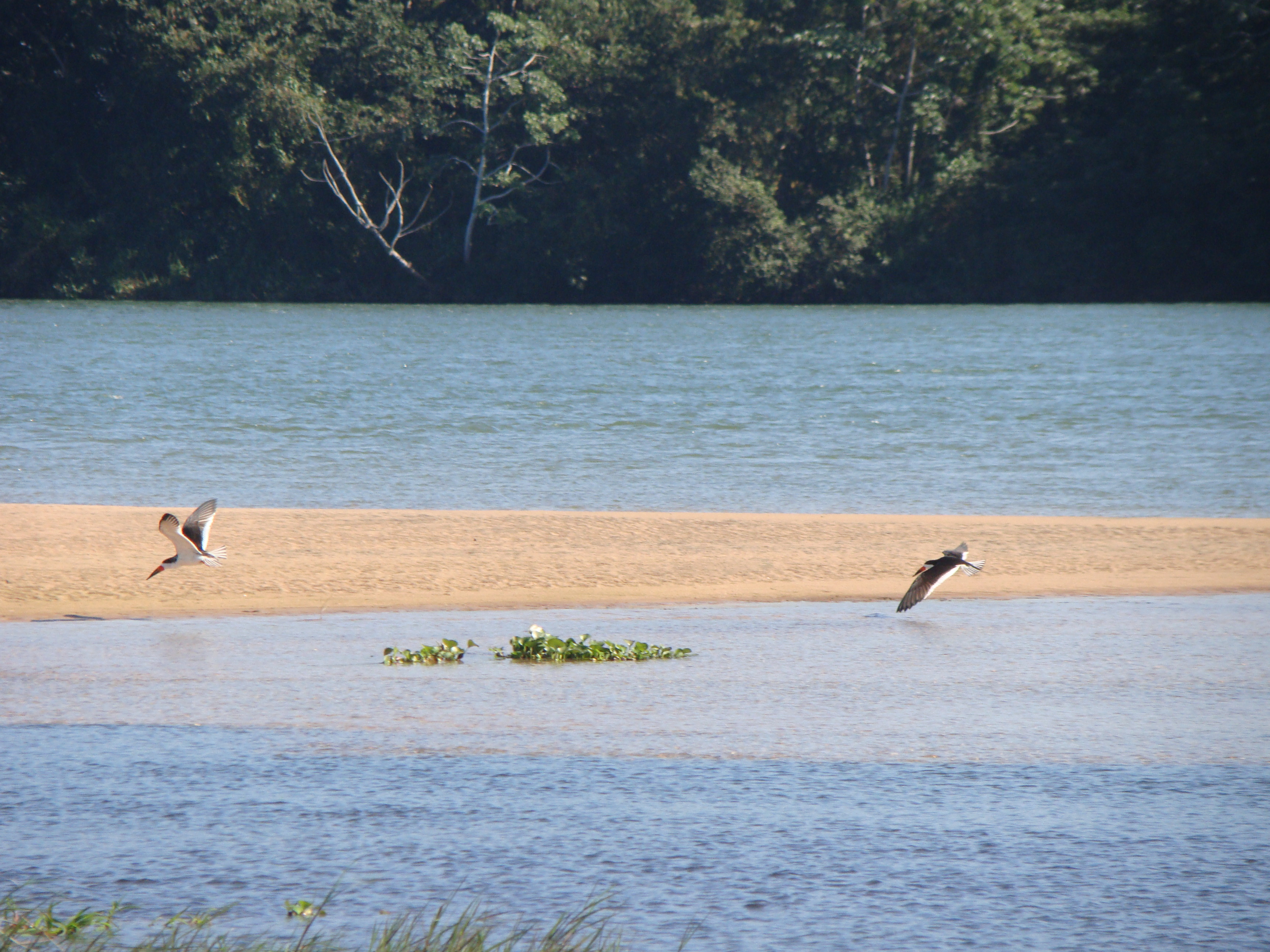
O Parque Nacional de Ilha Grande é formado por inúmeras praias, muitas delas são rotas de aves migratórias

O parque, com seus 78,875 ha de área, encampa todas as ilhas e ilhotas desde o Reservatório de Itaipu e a foz do rio Piquiri até a foz dos rios Amambai e Ivaí, no rio Paraná, dentre as quais as maiores são as ilhas Grande, Peruzzi, do Pavão e Bandeirantes. A área do parque também inclui as várzeas e planícies de inundação, situadas às margens do rio Paraná, as águas lacustres e lagunares e seu entorno e o Paredão das Araras. As águas fluviais destinadas à navegação não fazem parte do Parque Nacional de Ilha Grande.
Ilha Grande protege sítios arqueológicos de alta relevância. Sabe-se que o local outrora foi habitado por índios Guaranis e Xetás.[carece de fontes?]

### Turismo e atrações locais
O parque é aberto gratuitamente ao público para visitas durante todos os dias da semana. O parque, em diversos locais, possui prainhas, local de lazer, onde pode-se até nadar nas margens do Rio Paraná. Outra opção é o passeio de barco no Rio Paraná, passando por diversas localidades da Ilha Grande.

### Fauna e vegetação
Ilha Grande encontra-se numa transição entre cerrado(característica do Pantanal)e a Floresta estacional. Já a fauna possui várias espécies endêmicas e/ou ameaçadas de extinção. Dentre a fauna terrestre foram registradas espécies como o cervo-do-pantanal (Blastocelus Dichotomus),  o jacaré-do-papo-amarelo (Caiman Latorostris), a onça-pintada (panthera onça), a anta (Tapirus terestris) e o tamanduá-bandeira (Myrmecophata trydoctyla). Da fauna aquática podemos citar: pintado (Pseudoplatystoma corruscans), jaú (paulicea luetkeni), armado (Pterodoras granulosos), dourado (salminus maxillosus), pacu (piractus mesopotamicus); e da avifauna cita-se: jaburu (Jabiru mycteria), jaó (Cryptrellus undulatus), mutum (Crax fasciolata), colhereiro-americano (Platalea ajaja) e jacanâ (Jacana jacana).